# Irská národní galerie
Irská národní galerie (anglicky National Gallery of Ireland, irsky Gailearaí Náisiúnta na hÉireann) je muzeum v Dublinu, spravující národní sbírku irského a evropského umění. Pro veřejnost byla galerie otevřena roku 1864, deset let po svém založení. Vlastní rozsáhlou a reprezentativní sbírku irského malířství a dále sbírky evropského umění, v nichž je zastoupeno několik významných obrazů italského baroka a nizozemských mistrů. 
Sbírky obsahují asi 14 tisíc uměleckých děl včetně asi 2500 olejomaleb.

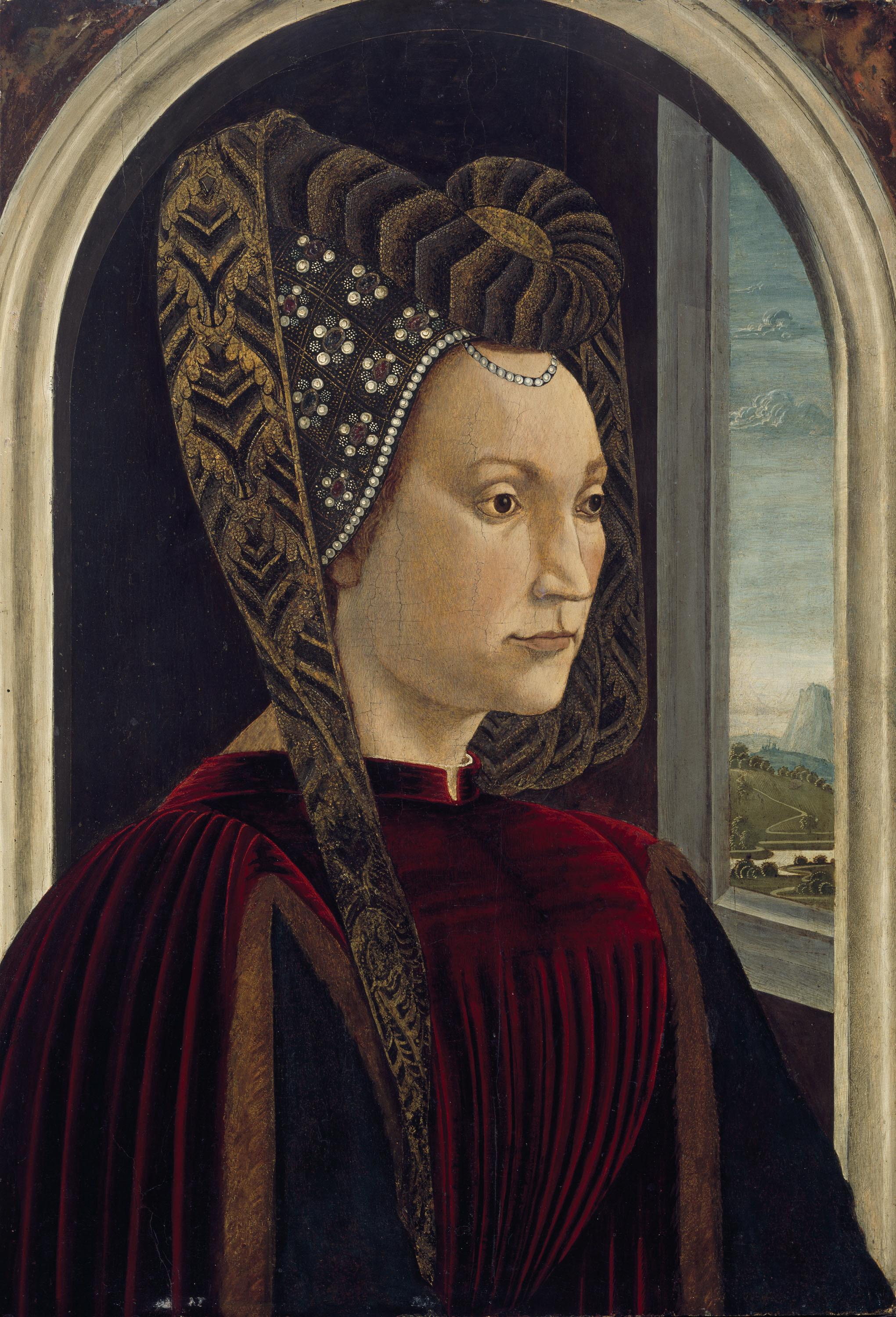
Domenico Ghirlandaio (?): Clarice Orsiniová, manželka Lorenza Nádherného, před 1494
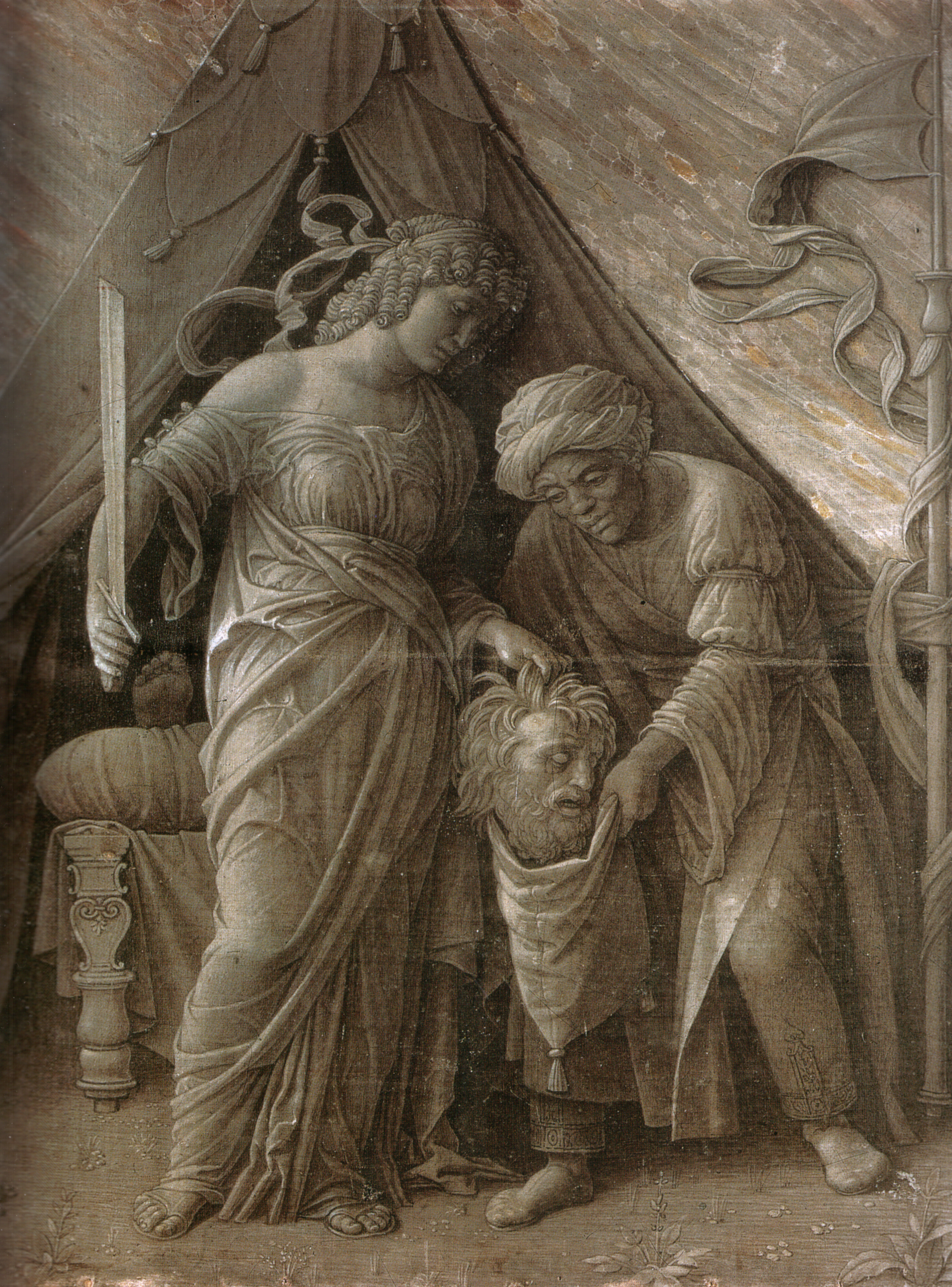
Andrea Mantegna: Judita, po 1490
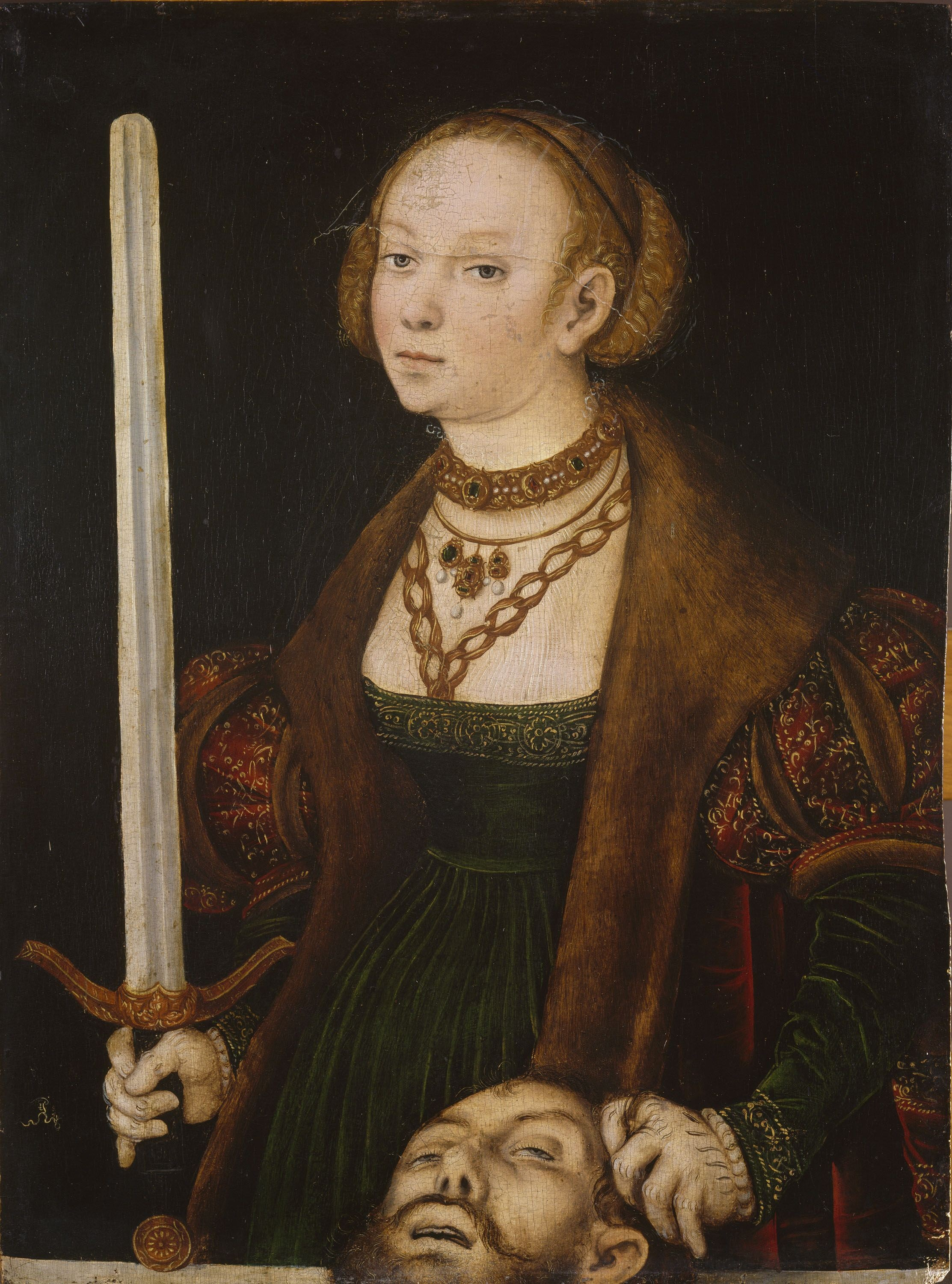
Dílna Lucase Cranacha: Judita s hlavou Holoferna, asi 1550
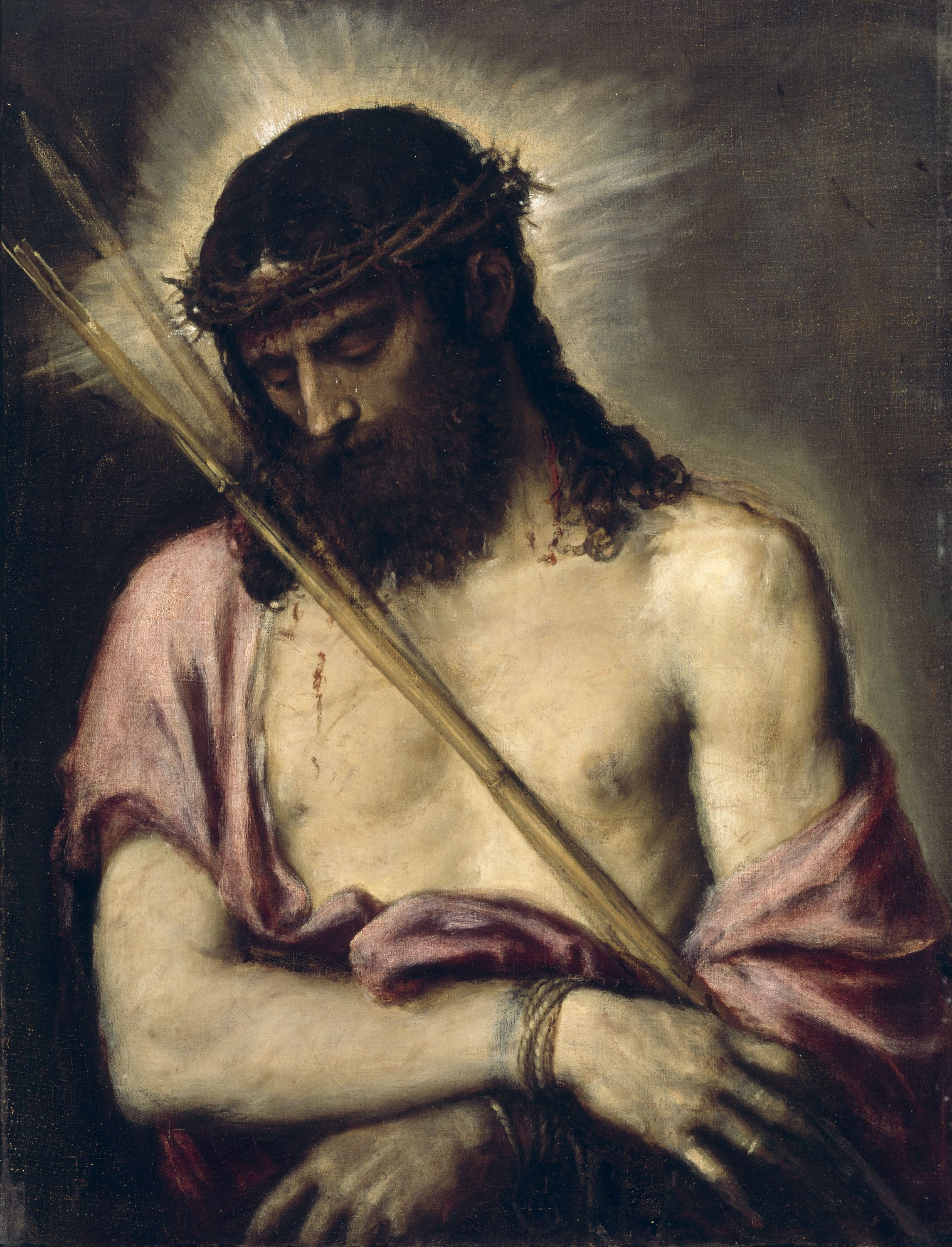
Tizian: Ecce Homo, 1558-60
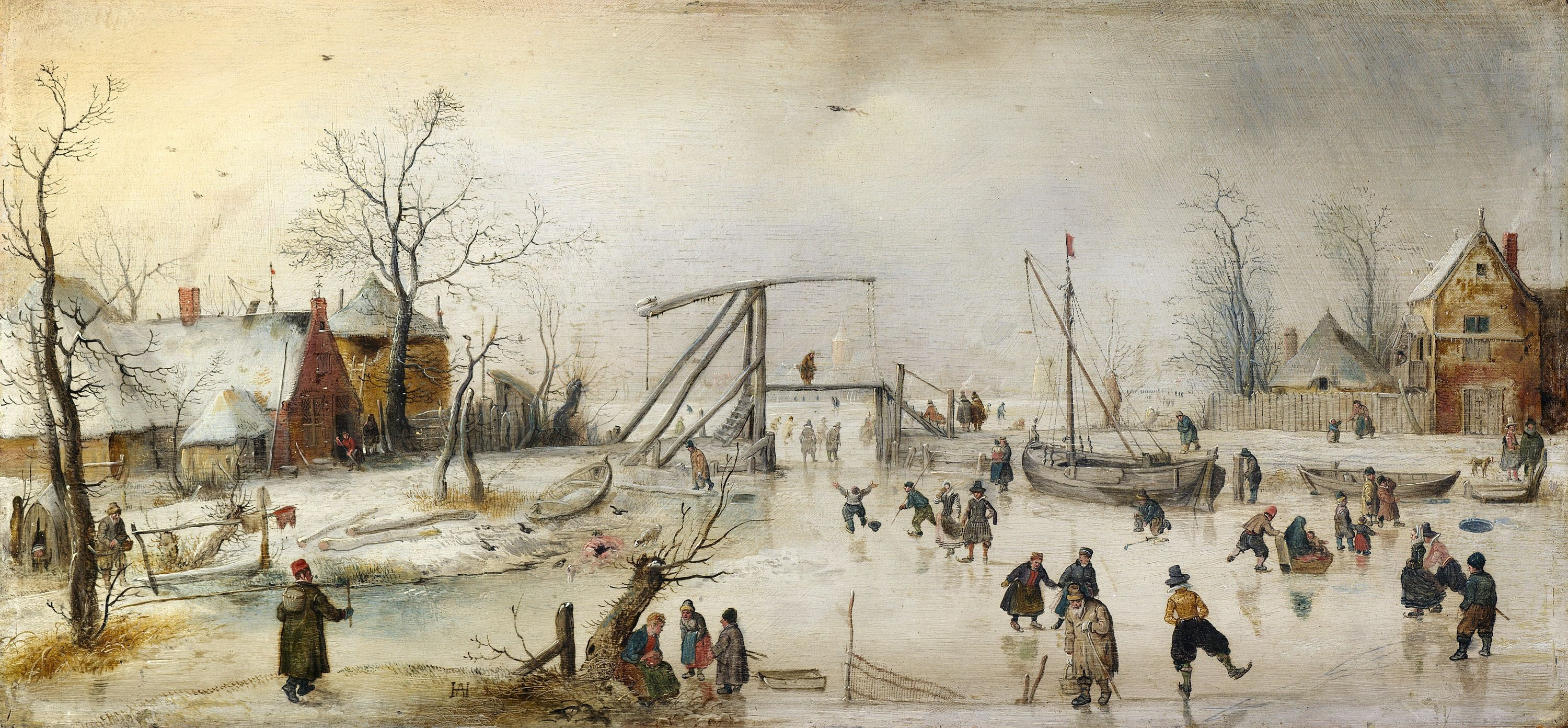
Hendrick Avercamp: Scéna na ledu, asi 1620
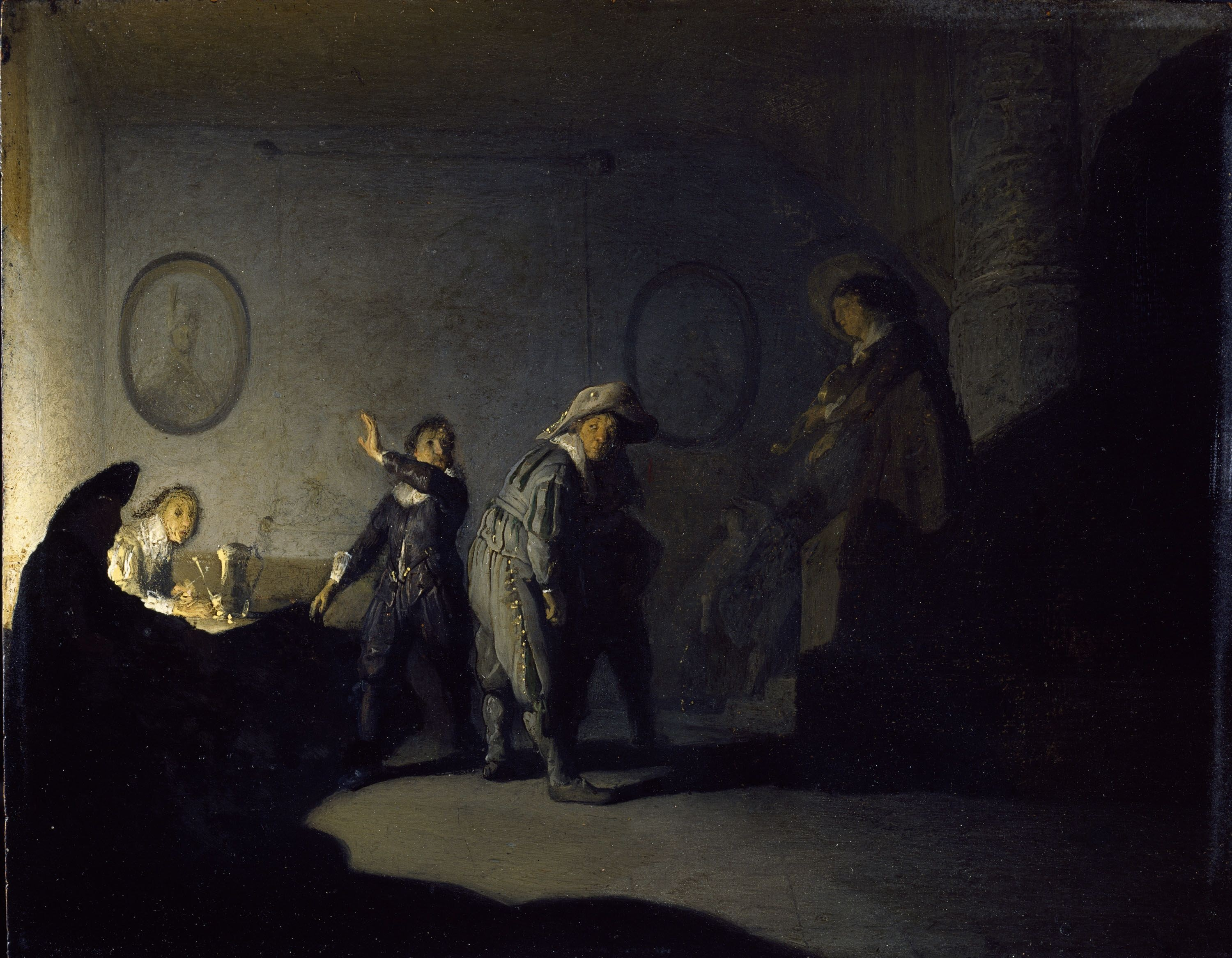
Rembrandt: Interiér s postavami, 1628
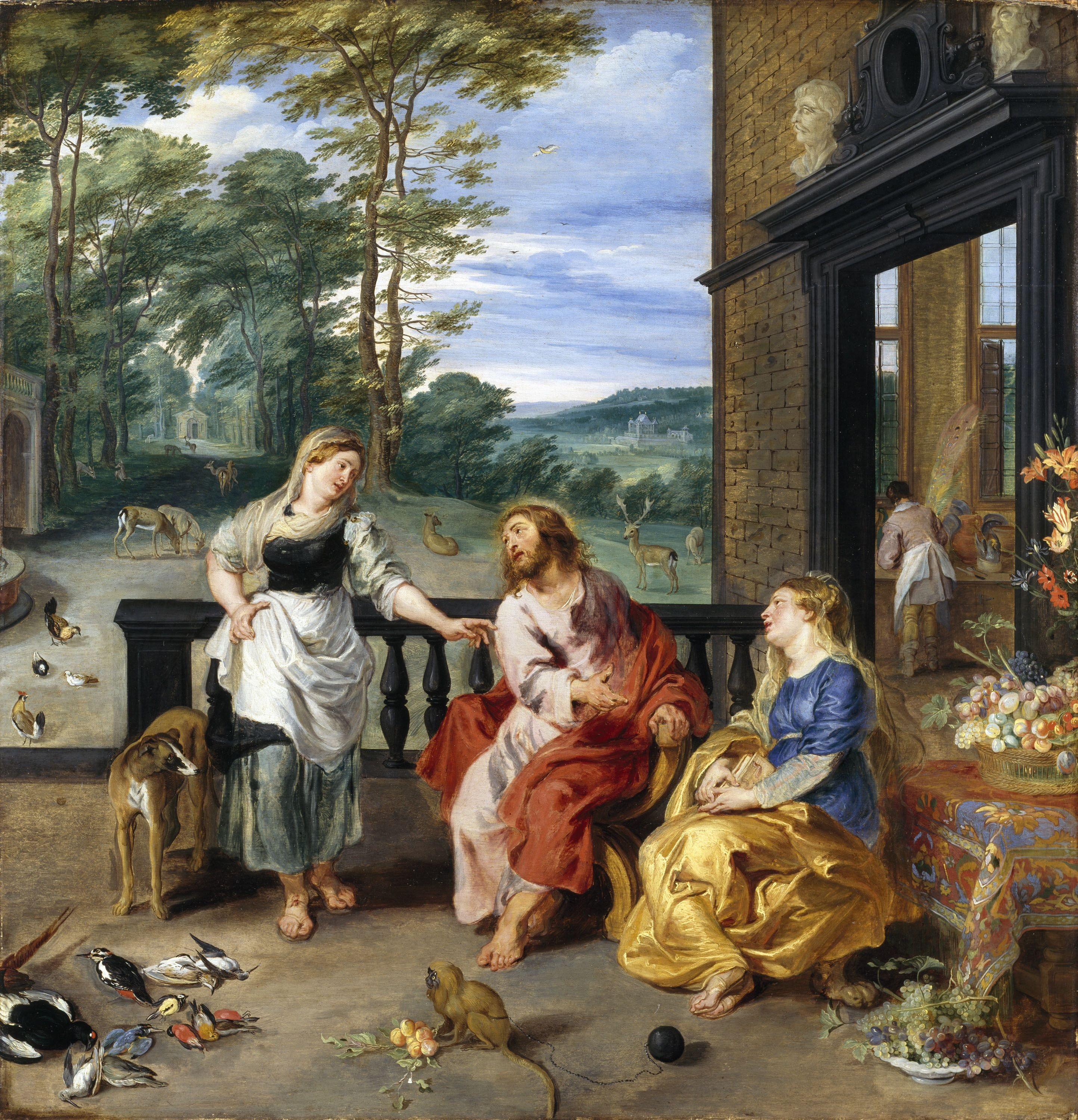
Jan Brueghel mladší a Peter Paul Rubens: Kristus v domě Marie a Marty, 1628
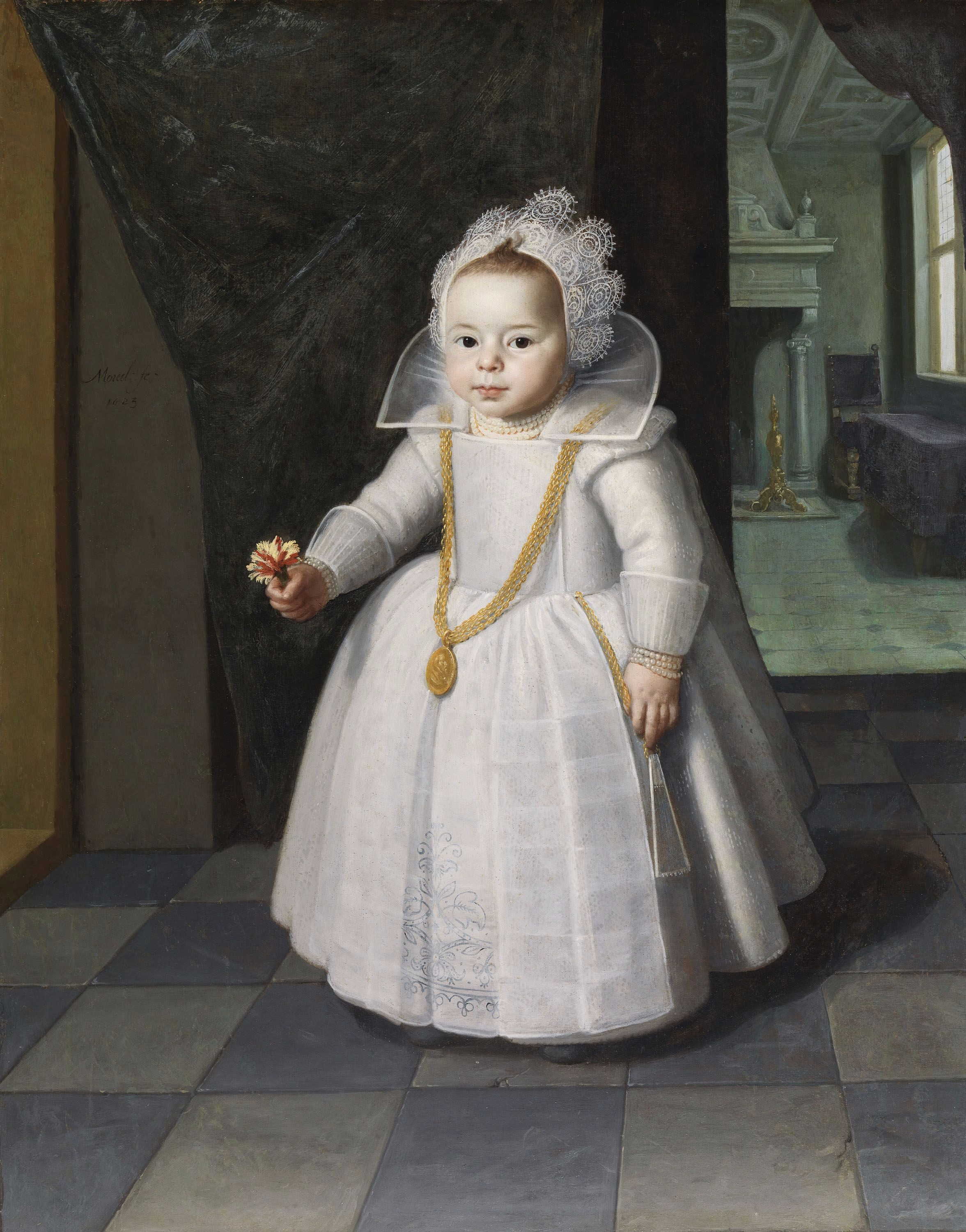
Paulus Moreelse: Dívka se zlatým řetězem, 1632
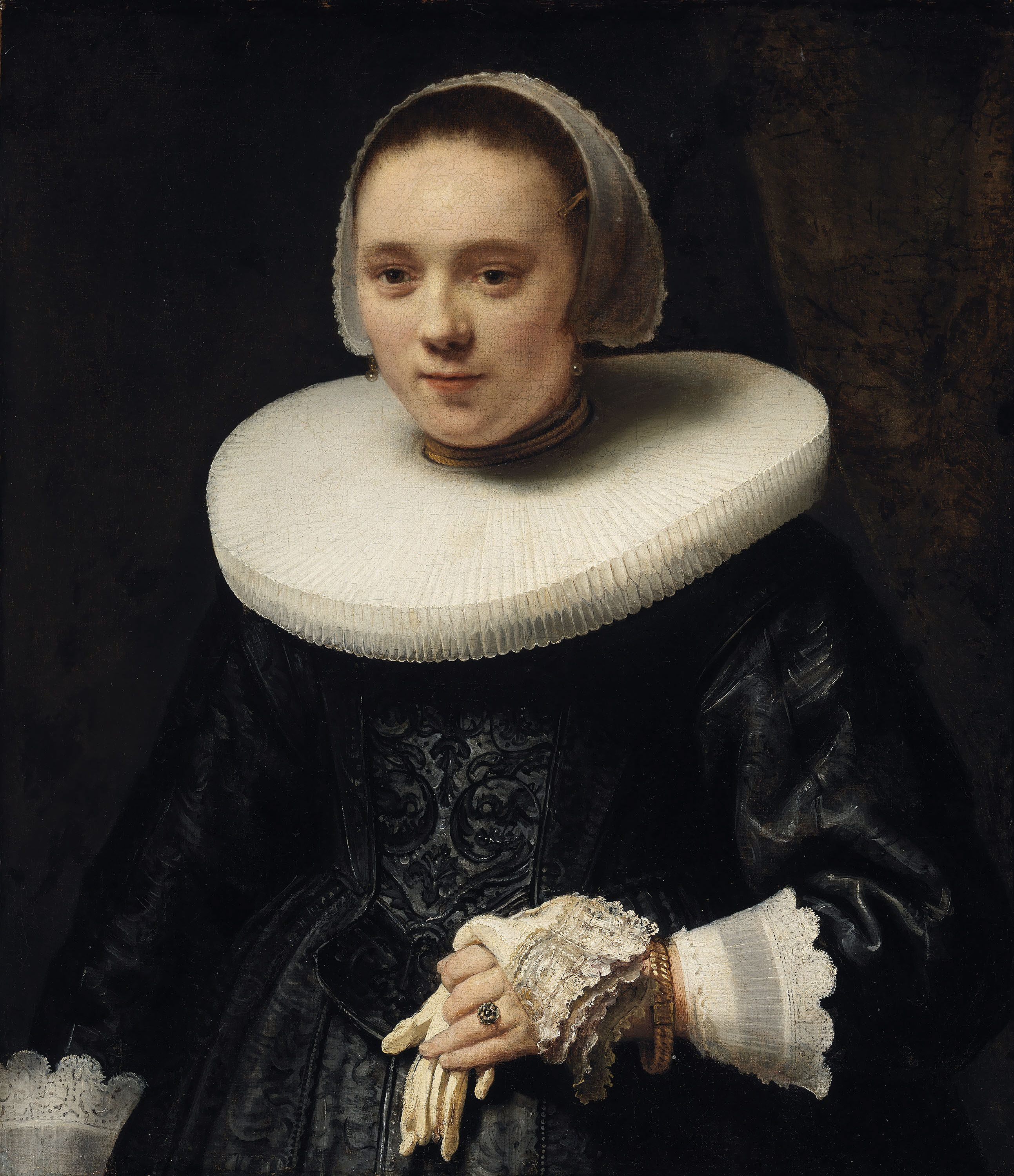
Rembrandt: Žena s rukavičkami, asi 1632-1642
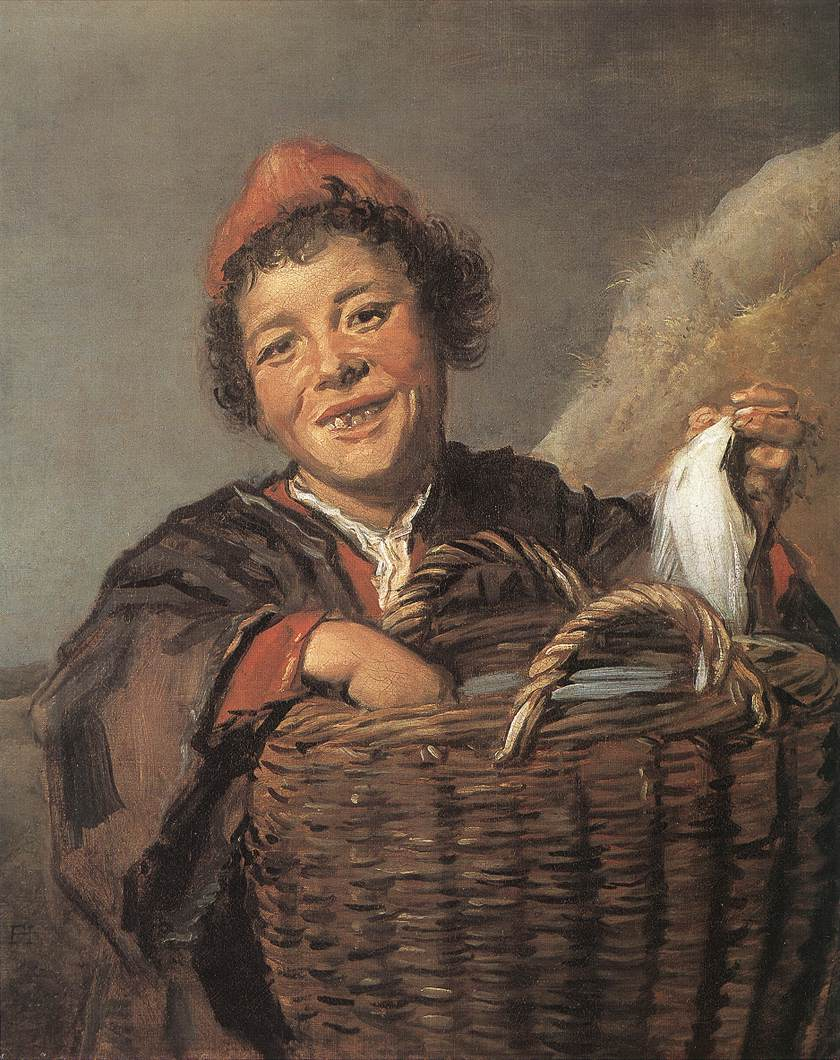
Frans Hals: Malý rybář, asi 1630-32
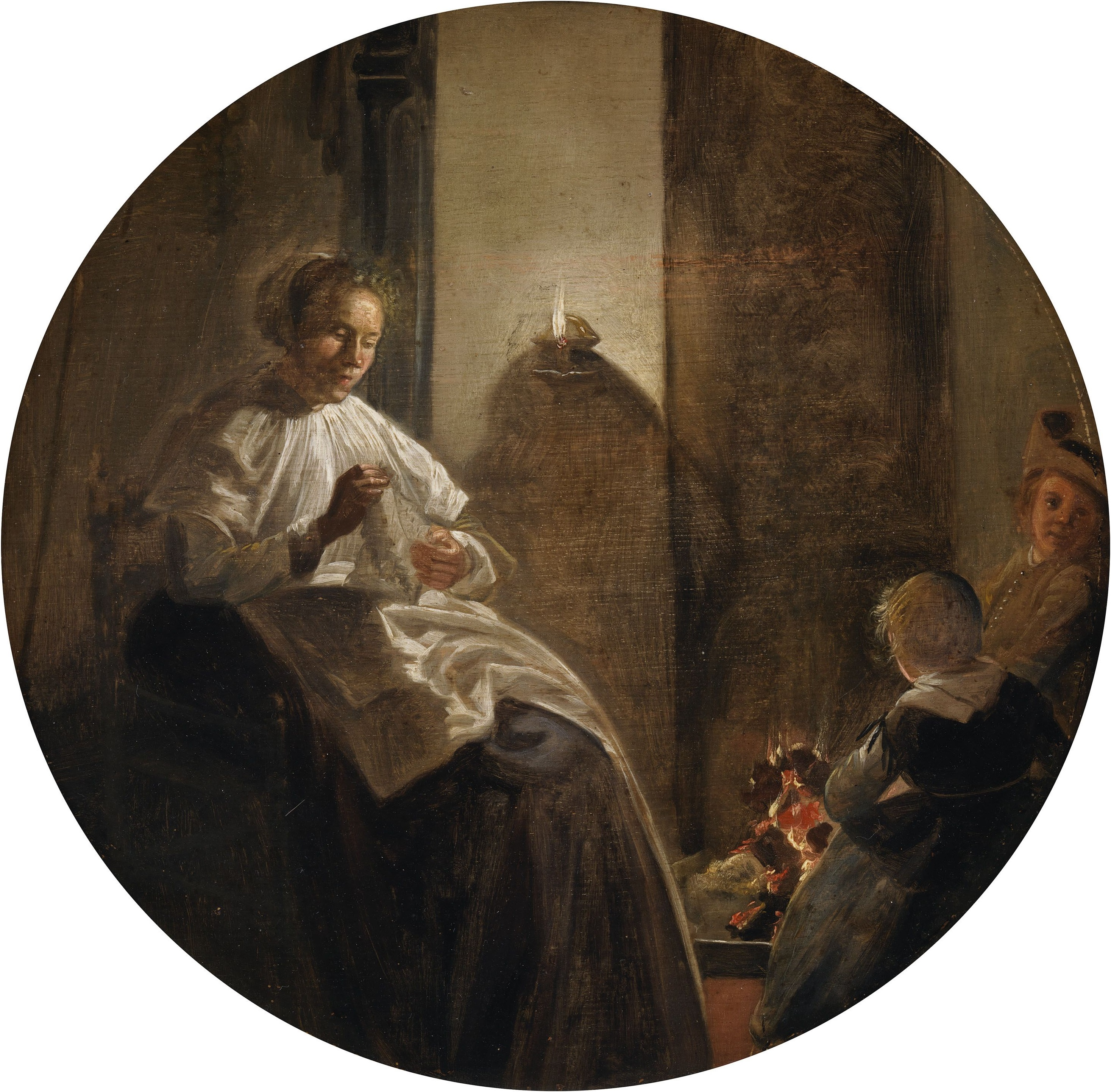
Dirck Hals:  Žena šije při svíčce, 1633
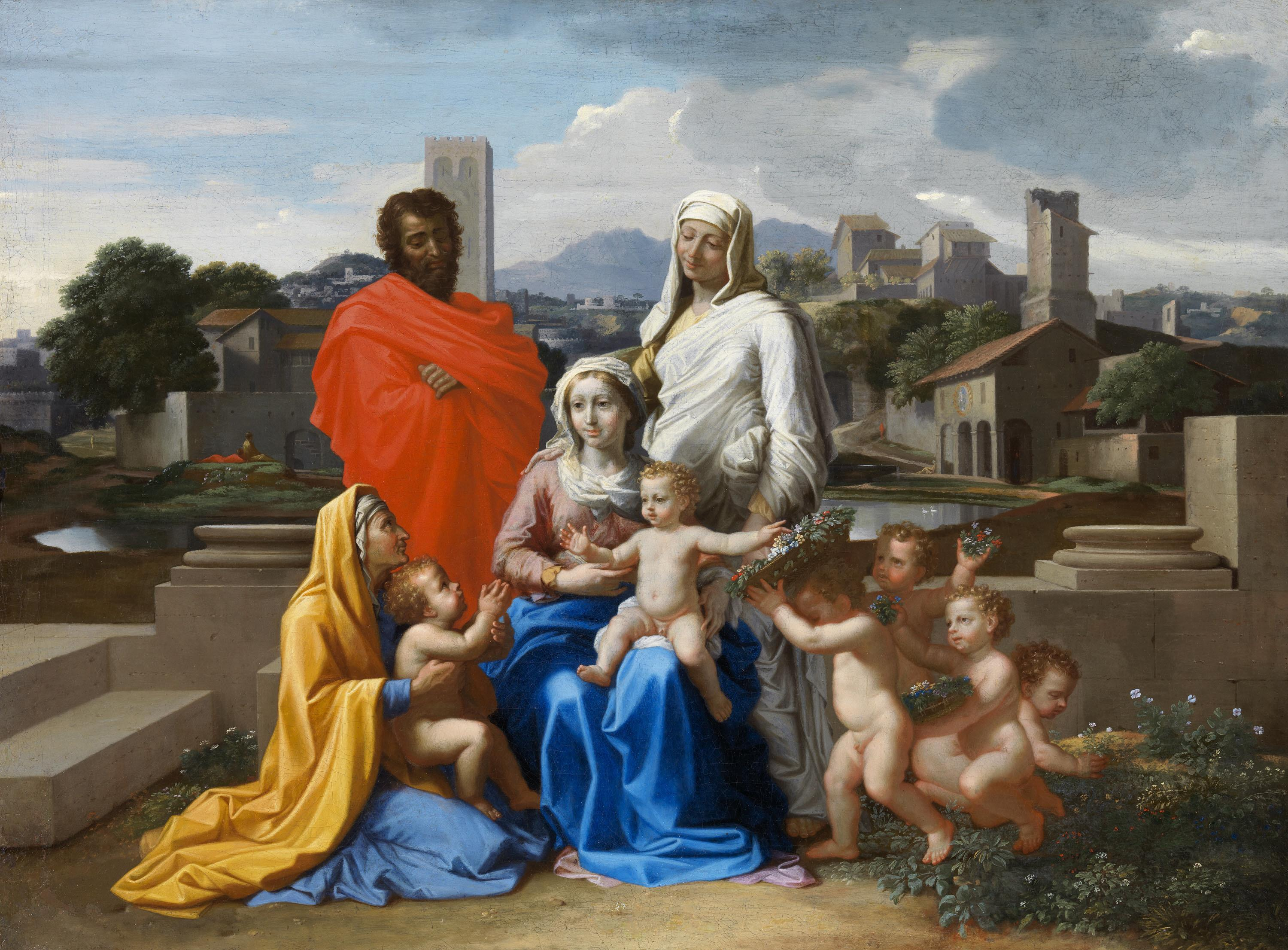
Nicolas Poussin: Sv. Rodina, asi 1649
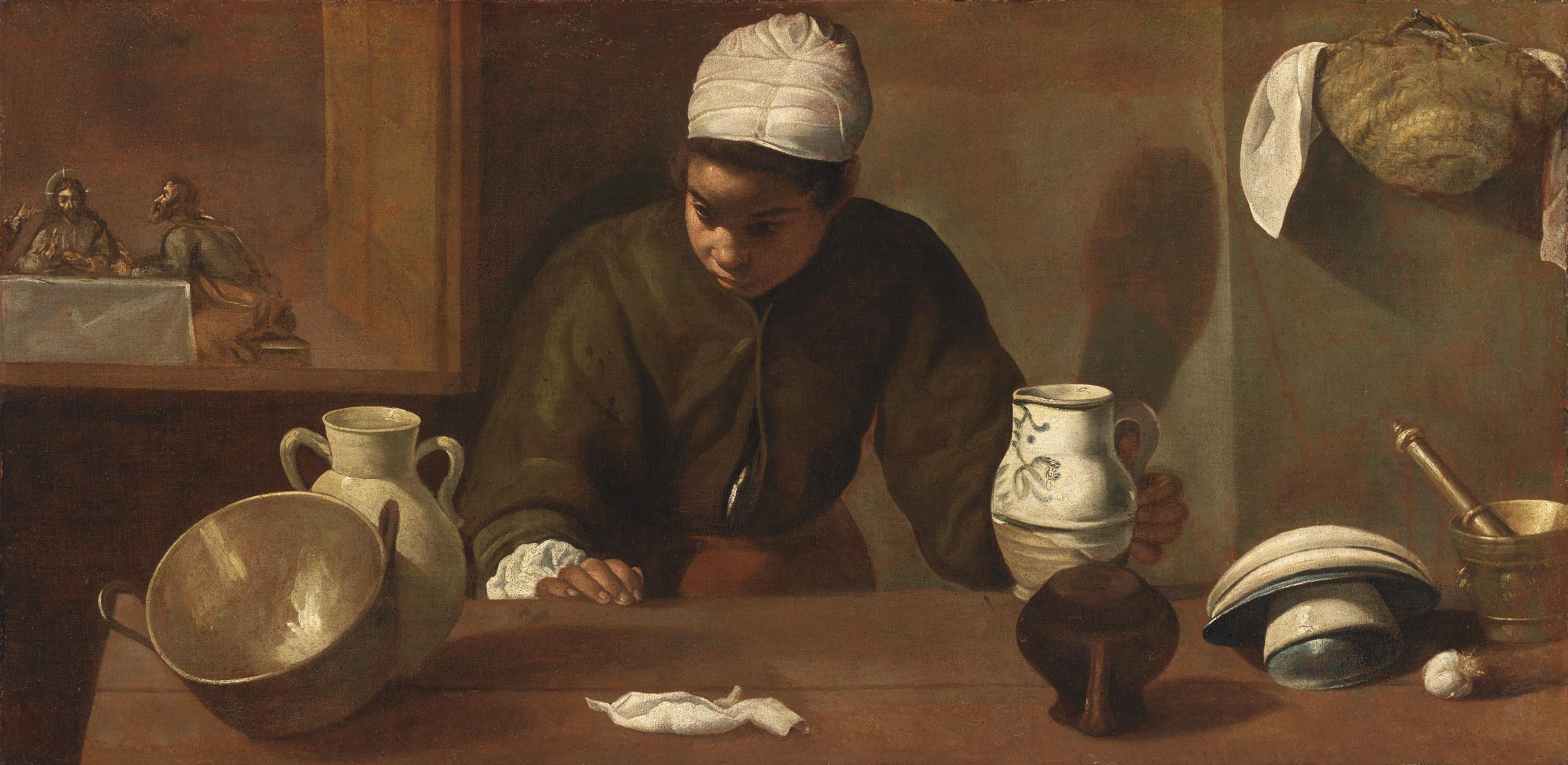
Diego Velázquez: Mulatka (Večeře v Emauzích), před 1660
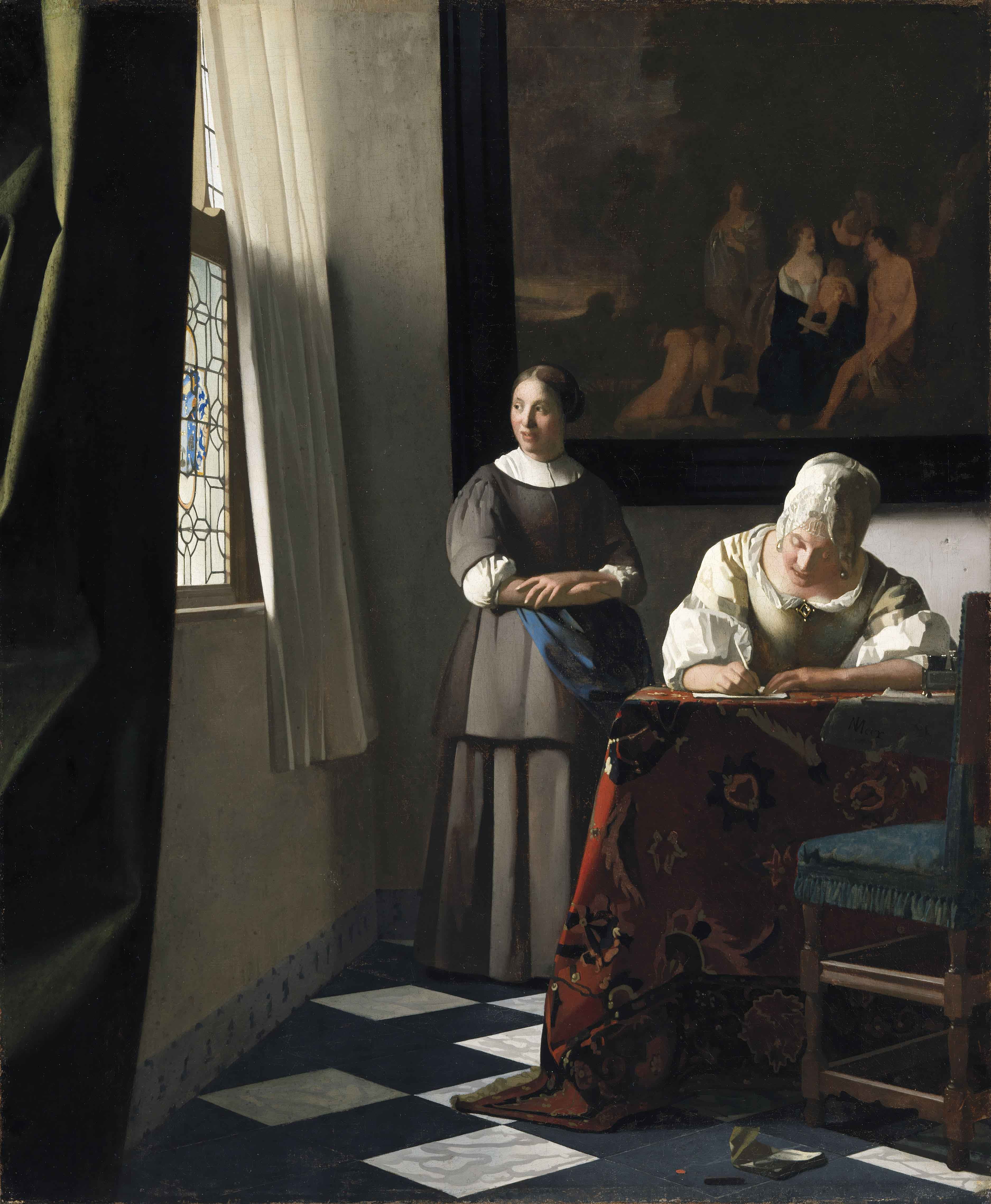
Johannes Vermeer: Paní píše dopis se svou služkou asi 1670
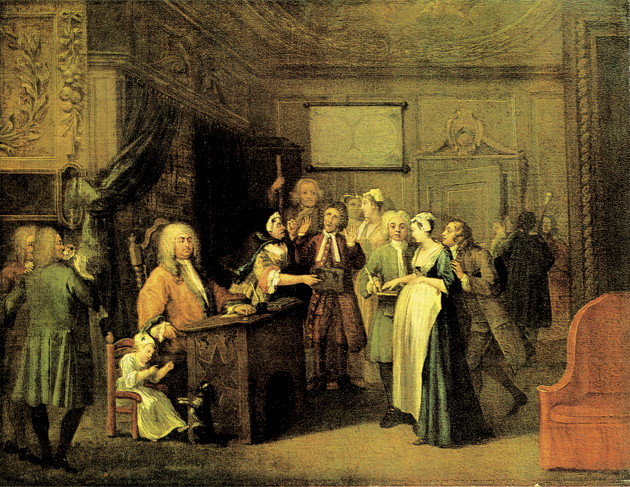
William Hogarth: Žena přísahá, že otcem dítěte je vážený občan, asi 1729
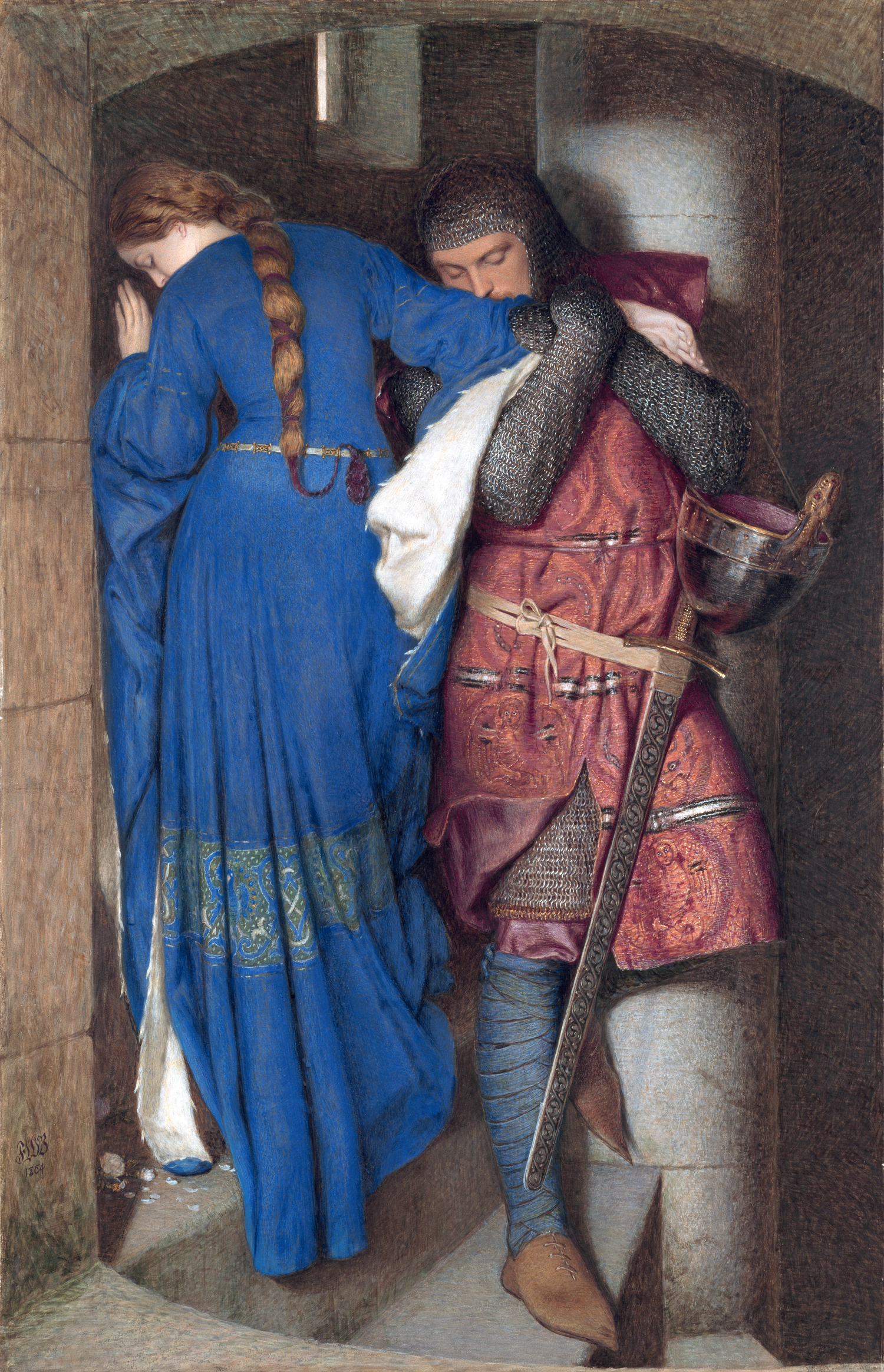
Frederic William Burton: Setkání na věžních schodech, 1864
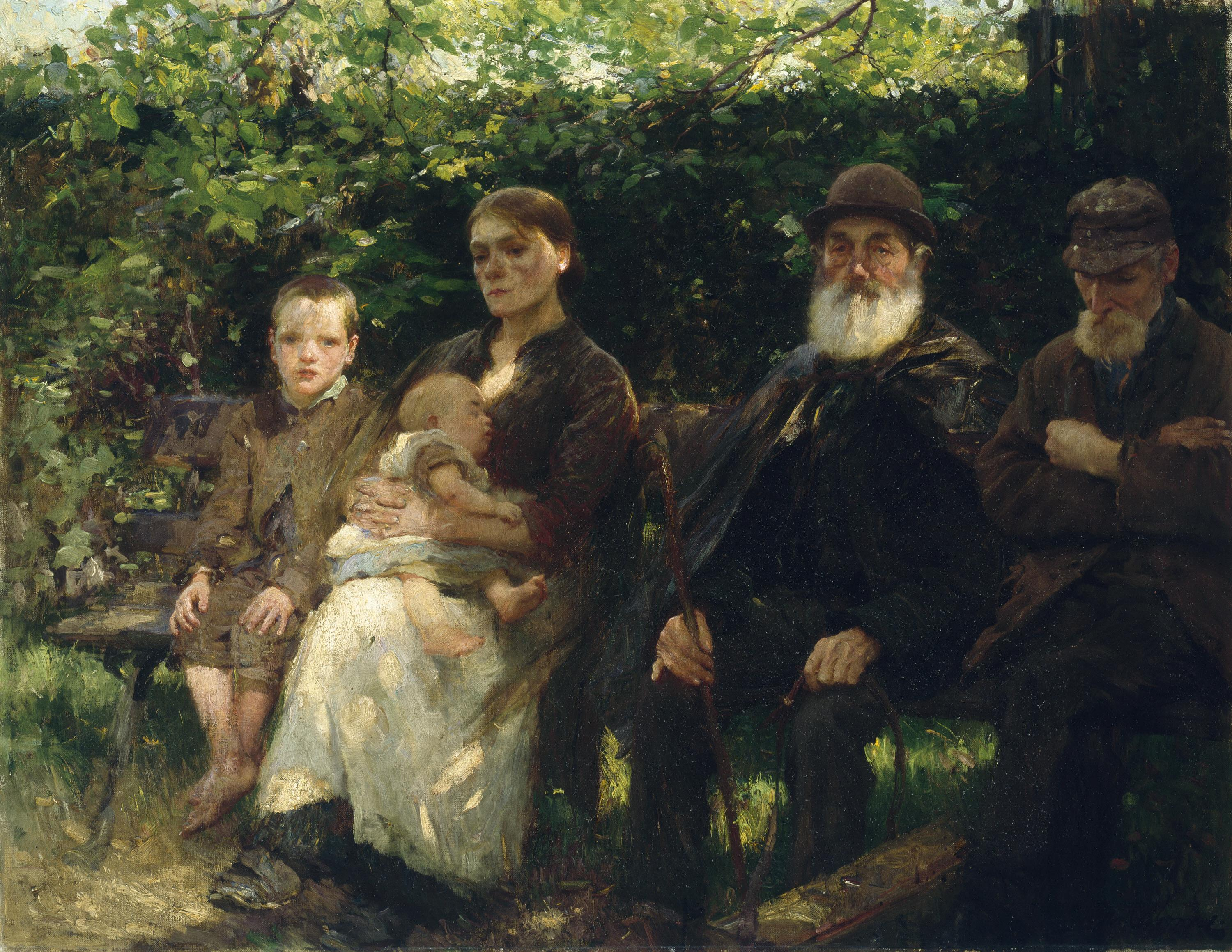
Walter Osborne: V dublinském parku, světlo a stín, 1895